# Via Férrea de Semmering
A Via Férrea de Semmering (em alemão Semmeringbahn) é uma via férrea da Ferrovia do Sul da Áustria que vai de Gloggnitz, sobre o Semmering, a Mürzzuschlag. Esta linha foi a primeira com bitola normal montanhosa europeia e foi inaugurada em 1854. A construção das locomotivas e dos caminhos de ferro nesta secção contam como um dos maiores ritos na historia dos comboios e dos caminhos de ferro europeus e no geral. Desde 1998 pertence ao Patrimônio da Humanidade da UNESCO.

## Dados técnicos
O Semmeringbahn tem 41km de comprimento , onde a distancia linear entre os seus extremos tem apenas 21km. Supera uma diferença de altura de 459m; o seu ponto de partida a 898msnm. A linha passa por 14 túneis, 16 viadutos (alguns deles de dois pisos), e mais de 100 pontes curvas de pedra. Em pelo menos 60% do trilho a inclinação é de 20%, e no ponto mais crítico chega a 28%.
Os comboios percorrem a velocidades máximas de 80km/h, 90km/h, e às vezes até mesmo os 60km/h, sem contar com as paragens para as estações ou as mudanças de carris.

## Ligações Externas
- Lugares Patrimonio da Humanidade da UNESCO (inglés e francés)
- semmeringbahn.at 150 anos de Semmeringbahn (alemão)
- semmeringbahn.info 150 anos de Semmeringbahn (alemão)
- O Semmeringbahn (Em alemão. Documentação ilustrada e informes do festejo do 150 aniversario de Semmeringbahn.)
- www.eisenbahnen.at Fotos da rota de Semmering e sua paisagem
- O Semmeringbahn (en alemán)
- Alliance For Nature "Semmeringbahn, Patrimonio da Humanidade" (en alemán).
- Informação do projeto de ÖBB-Infrastruktur Bau AG sobre o novo túnel de Semmering